# La Terrasse
La Terrasse ist eine französische Gemeinde mit 2463 Einwohnern (Stand 1. Januar 2022) im Département Isère in der Region Auvergne-Rhône-Alpes; sie gehört zum Arrondissement Grenoble und zum Kanton Le Moyen Grésivaudan.

## Lage
Die Gemeinde La Terrasse liegt an der Isère, 22 Kilometer nordöstlich von Grenoble. Nachbargemeinden von La Terrasse sind: Tencin, Goncelin, Lumbin, Saint-Bernard und Le Touvet. Das Gemeindegebiet liegt teilweise im Regionalen Naturpark Chartreuse.

## Bevölkerungsentwicklung
| Jahr                       | 1962 | 1968 | 1975 | 1982 | 1990 | 1999 | 2006 | 2018 |
| -------------------------- | ---- | ---- | ---- | ---- | ---- | ---- | ---- | ---- |
| Einwohner                  | 863  | 762  | 835  | 1012 | 1291 | 1913 | 2374 | 2524 |
| Quellen: Cassini und INSEE |      |      |      |      |      |      |      |      |

## Sehenswürdigkeiten
|  |  |  |